# Aphyonidae
Famille
Les Aphyonidae sont une famille de poissons abyssaux de l'ordre des Ophidiiformes.

## Liste des genres et espèces
Selon FishBase (14 août 2010), World Register of Marine Species (14 août 2010) et ITIS (14 août 2010) :
- genre Aphyonus Günther, 1878
  - Aphyonus bolini Nielsen, 1974
  - Aphyonus brevidorsalis Nielsen, 1969
  - Aphyonus gelatinosus Günther, 1878
  - Aphyonus rassi Nielsen, 1975
- genre Barathronus Goode & Bean, 1886
  - Barathronus affinis Brauer, 1906
  - Barathronus bicolor Goode & Bean, 1886
  - Barathronus bruuni Nielsen, 1969
  - Barathronus diaphanus Brauer, 1906
  - Barathronus maculatus Shcherbachev, 1976
  - Barathronus multidens Nielsen, 1984
  - Barathronus pacificus Nielsen & Eagle, 1974
  - Barathronus parfaiti (Vaillant, 1888)
  - Barathronus solomonensis Nielsen & Møller, 2008
  - Barathronus unicolor Nielsen, 1984
- genre Meteoria Nielsen, 1969
  - Meteoria erythrops Nielsen, 1969
- genre Nybelinella Nielsen, 1972
  - Nybelinella brevidorsalis Shcherbachev, 1976
  - Nybelinella erikssoni (Nybelin, 1957)
- genre Parasciadonus Nielsen, 1984
  - Parasciadonus brevibrachium Nielsen, 1984
  - Parasciadonus pauciradiatus Nielsen, 1997
- genre Sciadonus Garman, 1899
  - Sciadonus cryptophthalmus (Zugmayer, 1911)
  - Sciadonus galatheae (Nielsen, 1969)
  - Sciadonus jonassoni (Nybelin, 1957)
  - Sciadonus pedicellaris Garman, 1899

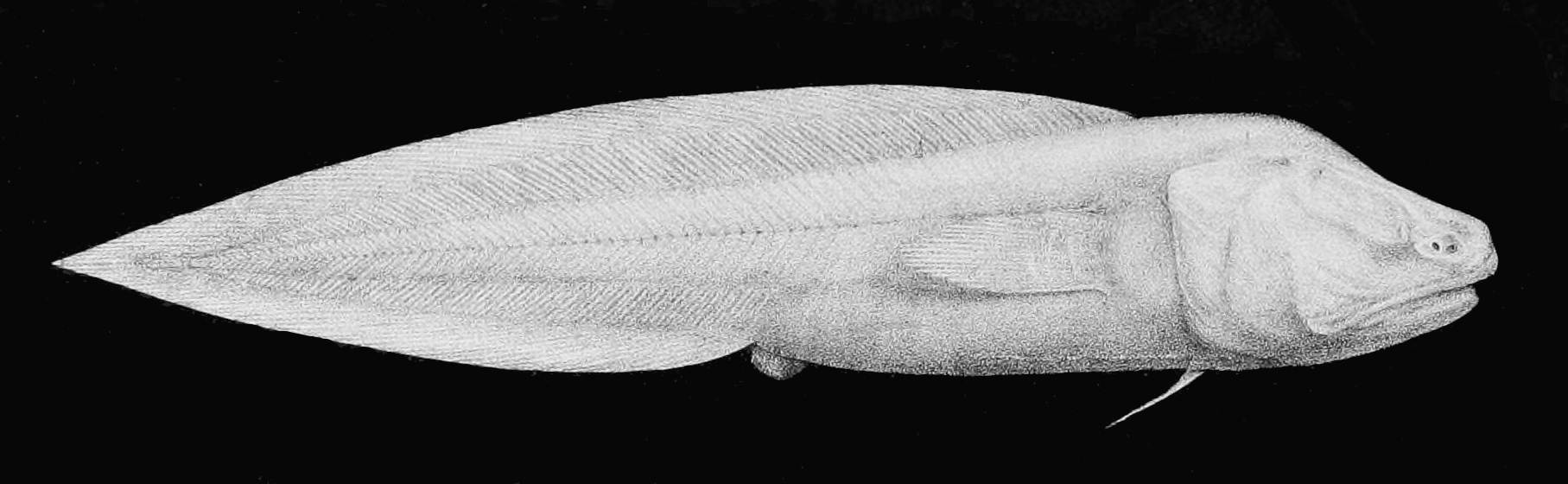
Aphyonus gelatinosus.
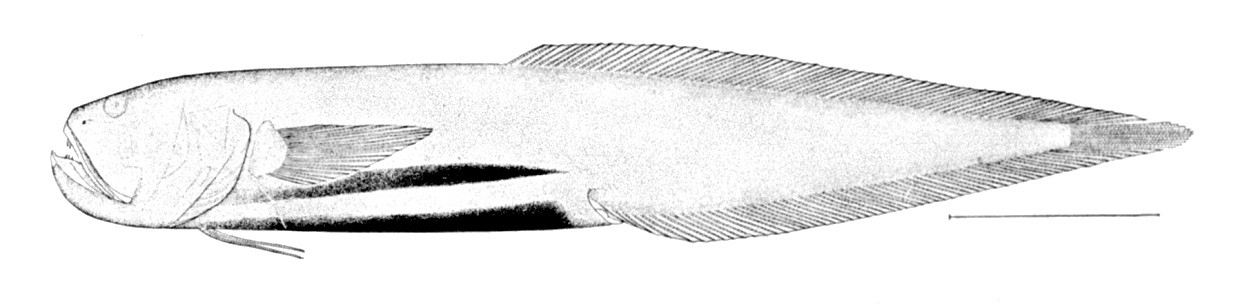
Barathronus bicolor.